# Julija Fomienko
Julija Fomienko (ros. Юлия Фоменко, z domu Cziżenko [Чиженко], ur. 30 sierpnia 1979 w Archangielsku) – rosyjska lekkoatletka specjalizująca się w biegach średniodystansowych.
Tydzień przed rozpoczęciem igrzysk olimpijskich w Pekinie (2008) Międzynarodowe Stowarzyszenie Federacji Lekkoatletycznych (IAAF) wykluczyło ze startu Juliję Fomienko i sześć innych reprezentantek Rosji (biegaczki – Tatjana Tomaszowa, Jelena Sobolewa, Swietłana Czerkasowa i Olga Jegorowa, mistrzyni Europy w rzucie dyskiem – Darja Piszczalnikowa oraz była rekordzistka świata w rzucie młotem – Gulfija Chanafiejewa) za manipulacje z próbkami przeznaczonymi do badań dopingowych. Wszystkie zawodniczki zostały zawieszone i nie mogły wystartować w Letnich Igrzyskach Olimpijskich 2008. Kolejnymi sankcjami było ukaranie dwuletnią dyskwalifikacją oraz anulowanie wszystkich wyników od 27.04.2007.

## Sukcesy sportowe
- dwukrotna mistrzyni Rosji – w biegu na 800 m (2005) oraz w biegu na 1500 m (2005)[3]

| Rok  | Miasto   | Zawody                    | Konkurencja    | Wynik         |
| ---- | -------- | ------------------------- | -------------- | ------------- |
| 2003 | Daegu    | Letnia uniwersjada        | bieg na 1500 m | 4. miejsce    |
| 2006 | Moskwa   | Halowe mistrzostwa świata | bieg na 1500 m | złoty medal   |
| 2006 | Göteborg | Mistrzostwa Europy        | bieg na 1500 m | srebrny medal |

Podczas mistrzostw świata w Helsinkach (2005) zajęła 2. miejsce w biegu na 1500 metrów, lecz została zdyskwalifikowana za przeszkadzanie w płynnym biegu Maryam Yusuf Jamal z Bahrajnu.

## Rekordy życiowe
- bieg na 400 m – 53,81 – Żukowski 24/06/2006
- bieg na 400 m (hala) – 54,76 – Wołgograd 14/01/2006
- bieg na 800 m – 1:57,07 – Tuła 14/06/2006
- bieg na 800 m (hala) – 2:02,40 – Glasgow 28/01/2006
- bieg na 1000 m – 2:33,49 – Linz 22/08/2006
- bieg na 1000 m – 2:32,16 – Moskwa 25/01/2006 (były halowy rekord Europy)
- bieg na 1500 m – 3:55,68 – Paryż 08/07/2006
- bieg na 1500 m (hala) – 4:01,26 – Moskwa 18/02/2006
- bieg na milę – 4:37,81 – Petersburg 08/02/2014
- bieg na 2000 m (hala) – 5:50,95 – Moskwa 07/01/2003
- bieg na 3000 m – 8:44,60 – Petersburg 25/07/2012
- bieg na 3000 m (hala) – 8:53,80 – Wołgograd 10/02/2005
- bieg na 5000 m – 16:27,19 – Moskwa 27/07/2001
- półmaraton – 1:15:47 – Duszanbe 20/04/2013